# Masatoshi Shima
Masatoshi Shima (em japonês:  嶋 正利, Shima Masatoshi; Shizuoka, 22 de agosto de 1943) é um engenheiro de computadores japonês. Foi participante fundamental no desenvolvimento do Intel 4004, o primeiro microprocessador comercial.

## Formação e carreira
Shima estudou química na Universidade de Tohoku, obtendo o diploma de bacharel em 1967. A partir de 1969 trabalhou na empresa de construção de computadores Busicom, que tencionava utilizar um circuito integrado da Intel para um computador, cuja primeira especificação provém de uma proposta de Marcian Hoff, Stanley Mazor e Shima. Em 1970 Federico Faggin chegou na Intel, e Shima o acompanhou no esboço das portas lógicas, simulação e testes do 4004. Participou também do esboço do processador Intel 8080 e foi em 1975 com Faggin para a Zilog, onde também participou do desenvolvimento do Zilog Z80 (e de seu sucessor, o Zilog Z8000).
Em 1980 retornou para a Intel como diretor de seu Japan Design Center. Em 2000 foi professor da Universidade de Aizu, onde aposentou-se em 2004.
É fellow do Museu da História do Computador. Recebeu em 1997 com Hoff, Faggin e Mazor o Prêmio Kyoto.